# Bučany
Bučany (in ungherese Bucsány) è un comune della Slovacchia facente parte del distretto di Trnava, nella regione omonima.